# Царрендорф
Царрендорф (нем. Zarrendorf) — община в Германии, в земле Мекленбург-Передняя Померания.
Входит в состав района Северная Передняя Померания. Подчиняется управлению Нипарс.  Население составляет 1059 человек (на 31 декабря 2010 года). Занимает площадь 4,64 км².